# 撤去
| ウィキペディアには「撤去」という見出しの百科事典記事はありません（タイトルに「撤去」を含むページの一覧/「撤去」で始まるページの一覧）。 代わりにウィクショナリーのページ「撤去」が役に立つかもしれません。 |